# Ласло Клайн
Ласло Клайн е унгарски футболист и треньор по футбол.

## Биография
Състезател на отборите на ФК „Кишпещ“ и „Вайз“. Има и 7 мача за националния отбор на Унгария.
На 27 януари 1939 г. става треньор на българския „Спортклуб“ (Пловдив) и престоява в тима около година. Клайн е ученик на английския наставник Джими Хоган и с методите си прави „Спортклуб“ един от претендентите за титлата в Национална футболна дивизия. В края на сезон 1938/39 „Спортклуб“ завършва на пето място. Води отбора и през есенния дял на следващия сезон.
След това Клайн работи в Италия в отборите на „Калчо Падова“ и „Про Патрия“. През 1942 г. застава начело на АС „Бари“ и печели Серия Б. Под ръководството на унгарския специалист „Бари“ не допуска нито една загуба (9 победи и 6 равенства). След това е сътреньор на „Виченца Калчо“ заедно с клубната легенда Пиеро Спинато. Ръководил е още „Фанфула“ и „Катания“.
По данни на RSSSF има и румънски паспорт.